# توبیا اسکارپا
توبیا اسکارپا (به ایتالیایی: Tobia Scarpa)، (زادهٔ ۱ ژانویه ۱۹۳۵ میلادی)؛ یک معمار، طراح و مرمتگر اهل ایتالیا است.
او بخش خوبی از زندگی حرفه‌ای خود را در کنار همسرش افرا بیانکین (زادهٔ ۲۸ مارس ۱۹۳۷ میلادی در مونته‌بلونا - درگذشتهٔ ۳۰ ژوئیه ۲۰۱۱ میلادی در تروینیانو) کار کرد. آثار آن‌ها را می‌توان در بسیاری از موزه‌ها در ایالات متحدهٔ آمریکا و اروپا، از جمله موزهٔ هنر مدرن، نیویورک و لوور، پاریس یافت. او با شرکت‌هایی مانند بی‌اندبی ایتالیا، سن لورنتسو سیلور و نول اینترنشنال همکاری کرده است. او همچنین جوایز و تقدیرنامه‌های متعددی مانند جایزهٔ پرگار طلا در سال ۱۹۶۹ میلادی و جایزهٔ طرح مجمع بین‌المللی (آی‌اف) در سال ۱۹۹۲ میلادی دریافت کرد. کارهای طراحی این زوج شامل معماری و اشیاء روزمره از جمله مبلمان، پوشاک، طراحی داخلی و آثار شیشه‌ای است. آن‌ها در طراحی‌های خود بر امکانات فنی و زیبایی‌شناختی موادِ مورد استفاده، تمرکز کردند. توبیا بسیار تحت تأثیر پدر معمار و طراح خود، کارلو اسکارپا قرار داشت.

## زندگی‌نامه
توبیا اسکارپا، فرزند نینی لاتساری (اونورینا، خواهر کوچکتر بیچه لاتساری و برادرزادهٔ وینچنتسو رینالدو) و کارلو اسکارپا، معمار و طراح شناخته شده، در ۱ ژانویه ۱۹۳۵ میلادی در ونیز به دنیا آمد. او در سال ۱۹۵۷ میلادی به همراه همسر آینده و همکار خود افرا بیانکین، از دانشگاه ای‌اوآوی ونیز فارغ‌التحصیل شد. از سال ۱۹۵۷ تا ۱۹۶۱ میلادی، توبیا به عنوان یک طراح شیشه در کارخانۀ شیشهٔ ونینی در مورانو کار کرد، تا پیش از افتتاح دفتر طراحی خود با بیانکین در مونته‌بلونا. در سال ۱۹۶۰ میلادی آن‌ها اولین مشارکت خود را با گاوینا داشتند که صندلی‌راحتی باستیانو، صندلی پیگرکو و تخت‌فلزی ونسا را برای او طراحی کردند. دومی در سال ۲۰۰۵ میلادی توسط کاسینا در مجموعۀ سیمون‌کولتسیونه، مانند سایر مبلمان تولید شده توسط سیمون، دوباره منتشر شد. آن‌ها بعداً صندلی‌های‌راحتی کورونادو و اراسمو را برای بی‌اندبی ایتالیا، صندلی‌‌های‌راحتی ۹۲۵ و سوریانا (برندۀ پرگار طلا در سال ۱۹۷۰ میلادی) را برای کاسینا، و برای مریتالیا، صندلی لیبرتا را که در موزۀ لوور به نمایش گذاشته شد، طراحی کردند. از سال ۱۹۶۰ میلادی آن‌ها به همراه برادران کاستیلیونی معمار (پیر جاکومو و آکیله) طراحان فلوس شدند. در سال ۱۹۶۴ میلادی آن‌ها با شرکت پوشاک بنتون برای طراحی اولین کارخانۀ نساجی این شرکت همکاری کردند. زوج اسکارپا فروشگاه‌های مختلف بنتون را در سرتاسر جهان طراحی کرده‌اند، از جمله فروشگاه‌های فرایبورگ، پاریس و نیویورک. در سال ۱۹۷۳ میلادی آن‌ها چراغ پاپیلونا را برای فلوس طراحی کردند که یکی از اولین چراغ‌هایی بود که از فناوری هالوژن استفاده کرد. آن دو بعداً برای فابیان، با طراحی چراغ‌های ساتورنینا و گالتو، و برای وئاس، با طراحی چراغ‌فلزی اسکاندولا کار کردند.
توبیا اسکارپا از سال ۲۰۱۷ میلادی به همراه آ. فرلنگا و مارگریتا پترانتسان عضو کمیتۀ علمی مجموعۀ معماری «اوبلیکوآ ایمجینز» با هدایت سیلویا کاتیودورو بوده است.
او برای کارهایش جوایز متعددی از جمله جایزۀ پرگار طلا و جایزۀ طراحی محصول آی‌اف هانوفر در سال ۱۹۹۲ میلادی را دریافت کرد. برخی از اشیاء طراحی شده توسط اسکارپا در مهم‌ترین موزه‌های جهان به نمایش گذاشته شده‌اند: از جمله صندلی لیبرتا در لوور پاریس. اسکارپا، از ۲۰۰۴ تا ۲۰۰۷ میلادی، مجدداً به همراه بیانکین، در مرمت بناهای تاریخی ایتالیایی، از جمله کاخ دلا راجونه در ورونا شرکت کرد. از سال ۲۰۰۲ میلادی، اسکارپا در بخش طراحی در دانشگاه ای‌اوآوی در ونیز تدریس کرده است.

## زندگی شخصی
توبیا اسکارپا تا زمان مرگ همکار و همسرش، افرا بیانکین در سال ۲۰۱۱ میلادی، با او بود. حاصل ازدواج آن‌ها سه فرزند به نام‌های سباستیانو، نیکولو (که هر دو در دو تصادف رانندگی مختلف جان باختند)، و کارلوتا بود.

## آثار
(لیست جزئی)

### معماری
- کارخانۀ بنتون - پادرنو دی پونتسانو (ترویزو)، ۱۹۶۴ میلادی.
- کارخانۀ چی‌اند‌بی ایتالیا (امروزه بی‌اند‌بی ایتالیا) - نوه‌دراته (کومو)، ۱۹۶۶ میلادی.
- خانۀ بنتون - پادرنو دی پونتسانو (ترویزو)، ۱۹۶۶ میلادی.
- خانۀ اسکارپا - تروینیانو (ترویزو)، ۱۹۶۹ میلادی.
- پروژۀ مبلمان هتل دانیلی، ونیز (ایتالیا)، ۱۹۷۲ میلادی.
- ساختمان اداری ماکسالتو، نوه‌دراته (ایتالیا)، ۱۹۷۶ میلادی.
- خانۀ لورنتسین - آبانو ترمه (پادووا)، ۱۹۷۶ میلادی.
- مرمت یک مجموعۀ قرن چهاردهم - ترویزو، ۱۹۷۸ میلادی.
- بازسازی خانۀ تونولو - پادرنو دی پونتسانو (ترویزو)، ۱۹۷۹ میلادی.
- مطالعۀ توزیع و تجهیز دفاتر ایستات و ای‌ان‌پی‌اس، ۱۹۷۹ میلادی.
- منطقۀ تولید بنتون «انبار رباتیک» - کاسترته دی ویلوربا (ترویزو)، ۱۹۸۰ میلادی.
- خانۀ مولتنی - کاریماته رونکو (کومو)، ۱۹۸۵ میلادی.
- منطقۀ تولید بنتون «بخش پشم» - کاسترته دی ویلوربا (ترویزو)، ۱۹۸۶ میلادی.
- بازسازی و نوسازی کارخانۀ بنتون - پونتسانو ونتو (ترویزو)، ۱۹۸۶ میلادی.
- بازسازی ساختمان جی. بنتون - ترویزو، ۱۹۸۷ میلادی.
- بازسازی لوجا دی گرانی - مونته‌بلونا (ترویزو)، ۱۹۸۸ میلادی.
- مرمت کاخ استامپا - میلان، ۱۹۸۸ میلادی.
- خانۀ دائولیو، گواستالا (رجو امیلیا)، ۱۹۸۸ میلادی.
- سردابۀ گانچا و چی - سانتو استفانو بلبو (کونئو)، ۱۹۸۹ میلادی.
- اسنک بار و کلوب - کیوتو (ژاپن)، ۱۹۸۹ میلادی.
- خانۀ مرونی - کاریماته (کومو)، ۱۹۹۲ میلادی.
- منطقۀ تولید بنتون «بخش شلوار جین و لباس بیرونی» - کاسترته دی ویلوربا (ترویزو)، ۱۹۹۲ میلادی.
- بازسازی خانۀ مونتدزمولو - فرارا، ۱۹۹۲ میلادی.
- بازسازی ویلای لوره‌دان - ونگاتسو (ترویزو)، ۱۹۹۲ میلادی.
- مرمت کاخ‌های بروزاتی و بونازی - کارپی (مودنا)، ۱۹۹۴ میلادی.
- سالن ورزشی - لومل (بلژیک)، ۱۹۹۵ میلادی.
- بازسازی ویلای پرسیکو گوارنیری - هتل رله موناکو کانتری و اسپا - پونتسانو ونتو، ۱۹۹۹ میلادی.
- بازسازی ویلای اسپینه‌دا، ونگاتسو، (ترویزو)، ۱۹۹۹ میلادی.
- بازسازی کاخ دلا راجونه - ورونا، ۲۰۰۰ میلادی.
- مرمت گالری‌های آکادمیا - ونیز، ۲۰۰۰ میلادی.
- خانۀ اسکارپا - مولیانو ونتو، ۲۰۰۳ میلادی.
- تکمیل مداخلۀ کارلو اسکارپا در کاخ مونسلیچه - مونسلیچه (پادووا)، ۲۰۰۶ میلادی.[۹]
- خانۀ روورسی - پگونیاگا (منتووا)، ۲۰۰۷ میلادی.
- پروژۀ سازماندهی مجدد و راه‌پله‌های جدید برای هتل جورجونه - ونیز، ۲۰۰۹ میلادی.
- نصب نمایشگاه ایماگو موندی، بنیاد بنتون، ۲۰۱۵ میلادی.
- کا' اسکارپا - بنیاد پژوهشی مطالعات بنتون - ترویزو، ۲۰۲۰ میلادی.[۱۰]

### طراحی
- صندلی‌راحتی پیگرکو - ۱۹۵۹ میلادی (ساخته شده در طی دورۀ آموزشی مبلمان که توسط فرانکو آلبینی در ای‌اوآوی برگزار شد و سپس توسط گاوینا به تولید رسید).
- تخت ونسا - گاوینا، ۱۹۵۹ میلادی - کاسینا، ۲۰۰۵ میلادی.[۱۱]
- چراغ فانتاسما (شبح) - فلوس، ۱۹۶۲ میلادی.
- مبل‌راحتی باستیانو - گاوینا، ۱۹۶۲ - نول، ۱۹۶۸ میلادی.[۱۲]
- صندلی‌راحتی مدل ۹۱۷ - کاسینا، ۱۹۶۳ میلادی.
- صندلی سوریانا - کاسینا ۱۹۶۹ میلادی که با آن برندۀ پرگار طلا شد.
- سیستم ظروف تورچلو - استیل‌دوموس، ۱۹۶۴ میلادی.
- چراغ‌دیوارکوب فولیو (برگه) - فلوس، ۱۹۶۶ میلادی.
- مبل و صندلی راحتی کورونادو - بی‌اندبی، ۱۹۶۶ میلادی - با افرا بیانکین.[۱۳]
- چراغ بیاجو - فلوس، ۱۹۶۸ میلادی.[۱۴]
- صندلی‌راحتی بونانتسا - بی‌اندبی، ۱۹۷۰ میلادی.
- چراغ فضای باز تمبورو (طبل) - فلوس، ۱۹۷۳ میلادی.
- صندلی آفریکا (آفریقا) - بی‌اندبی ایتالیا، ۱۹۷۵ میلادی.
- چراغ پاپیلونا (پاپیون) - فلوس، ۱۹۷۵ میلادی.
- میز تی‌ال‌۵۹ - فابریکا‌پوجی، ۱۹۷۶ میلادی.[۱۵]
- اثاثیۀ نمایشگاه بی‌اندبی، نیویورک (ایالات متحدۀ آمریکا)، ۱۹۷۶ میلادی.
- تخت آکادمیا - استیل‌دوموس، ۱۹۸۱ میلادی.
- صندلی لیبرتا - مریتالیا، ۱۹۸۹ میلادی (در نمایش دائمی در موزه هنرهای معاصر لوور در پاریس).[۱۶]
- چراغ پیرو - فلوس، ۱۹۹۰ میلادی.
- صندلی ورونیکا - کازاس، ۱۹۹۱ میلادی.
- صندلی‌راحتی نیکولو - مریتالیا، ۱۹۹۵ میلادی.